# Aleksandr Dutov
Aleksandr Anatolyevich Dutov (tiếng Nga: Александр Анатольевич Дутов; sinh ngày 5 tháng 8 năm 1982) là một cầu thủ bóng đá người Nga. Anh thi đấu cho F.K. Tambov.

## Sự nghiệp câu lạc bộ
Anh có màn ra mắt tại Giải bóng đá ngoại hạng Nga năm 2002 cho FC Uralan Elista.